# Eupoecilopoda
Eupoecilopoda is een geslacht van vliesvleugeligen uit de familie Encyrtidae. De wetenschappelijke naam van dit geslacht is voor het eerst geldig gepubliceerd in 1953 door Novicky & Hoffer.

## Soorten
Het geslacht Eupoecilopoda omvat de volgende soorten:
- Eupoecilopoda liaoningensis (Liao, 1987)
- Eupoecilopoda perpunctata (Masi, 1942)